# TB-1 (航空機・アメリカ合衆国)
TB-1
- 用途：試作雷撃機
- 設計者：アメリカ合衆国海軍航空局（英語版）
- 製造者：ボーイング
- 運用者：アメリカ合衆国海軍
- 初飛行：1927年5月4日[1]
- 生産数：3
- 生産開始：1925年5月[2]
- ユニットコスト：3機合計199,000USドル[3]

TB-1は、アメリカ合衆国の試作雷撃機。

## 開発
1925年、グレン・L・マーティン・カンパニーのT3M-1と平行して開発が開始された。設計は、アメリカ合衆国海軍航空局が行い、1925年5月にボーイングに3機の製造が発注された。
1927年5月4日に初飛行、6月に全機が納入された。だが、この時既に100機のT3M-2艦上攻撃機が生産に入り最初の機体が完成、さらにT4Mの原型機XT4M-1が初飛行を遂げていた。加えて同月には双発の水上雷撃機XT2D-1がVT-2飛行隊に配備されており、さらに6月30日にT3M-2の更新としてT4M-1が発注されていた状況でTB-1計画が進行することはなかった。

## 生産機
製造番号834から836の3機の生産機には、航空局によりA7024から7026までのシリアルナンバーが付与された。社内名称はモデル63であり、A7024を付された最初の機体をXTB-1と呼称する場合もある。
TB-1は、ボーイングにとっては第二次世界大戦以前において最後の外部設計機となった。

## 構造
機体は競合したT3Mが木製の主翼と鋼管製の機体を有したのに対し、ジュラルミンの上に布地を張ったものであった。
エンジンはパッカード 1A-2500系の3A-2500液冷V型12気筒レシプロエンジン1基を搭載、ハミルトン・スタンダードの3翅固定ピッチプロペラを駆動した。
主翼は平行配置の複葉、翼間支柱1組のシングルベイ式である。胴体側後方の翼間支柱を支点に両翼を後方に折りたたむことで、艦載時の全幅を55フィート（17m）から21フィート8インチ（6.6m）に縮めることが可能となっていた。
降着装置としては水上機としてのフロートと陸上機としての車輪を選択することが可能であったが、車輪は左右に2組の4輪式であった。これは、胴体下部に魚雷を装備する空間を確保するための配置である。当時、雷撃機は沿岸基地からの運用に限定されていた状況から、航空母艦ラングレーにおける試験が行われており、レキシントン、サラトガの就役を控えて艦上機としての運用が求められていたが、TB-1には艦上機としての降着装置が装備されることはなかった。
乗員は3人、前方エンジン直後にパイロットと爆撃手兼航法士が並列に座り、主翼と尾部の間、機体上面に銃座が位置した。
固定武装は機体後方上部に可動式の7.62mm機銃1挺、加えて魚雷1本か1,500ポンド爆弾を機体下部の下翼前方に搭載可能であった。

## 要目
出典: 
諸元
- 乗員: 3
- 全長: 12.98m （42ft7in）
- 全高: 水上機：4.6m（15ft1in）、陸上機：4.37m（14ft4in）
- 翼幅: 17m（55ft）
- 翼面積: 80.64m2 （868ft2）
- 空虚重量: 2,857kg （6,298lb）
- 運用時重量: 4,780kg （10,537lb）
- 動力: パッカード 3A-2500[3] 液冷V型12気筒ガソリン、540kW （730hp）   × 1

性能
- 最大速度: 171km/h  （106mph）
- 航続距離: 1,370km  850mi
- 実用上昇限度: 3,580m （11,750ft）
- 上昇率: 230m（754ft）/min

武装
- 固定武装: 7.62mm機銃 1挺
- 爆弾: 魚雷1本または1,500ポンド爆弾

## 注
1. ↑  3A-2500の定格出力は800hpであるが、TB-1の出力は730hpとなっている[7][3][2]。1A-2500あるいは2A-2500を採用したとする説もある[2][8]。
2. ↑  当時、大型の双発機に比して搭載数で優位に立ちうるコンパクトな単発機が艦上機として求められていた[4]。
3. ↑  機銃は2挺とする説もある[3]。